# Otto van Veen
Otto van Veen, anche conosciuto come Otto Vaenius (Leida, 1556-1558 – Bruxelles, 1629), è stato un pittore fiammingo.

## Biografia
Conobbe la pittura manierista italiana durante il suo soggiorno a Roma nel 1575 e si fece tramite di questo linguaggio artistico presso gli artisti dei Paesi Bassi.
In seguito, nel 1581 si trasferì a Liegi (in Belgio) e lavorò per il principe-vescovo Ernesto di Baviera, che nel 1583 ricevette la carica di arcivescovo di Colonia, lasciando il suo artista.
Van Veen allora ricevette commissioni da Alessandro Farnese, terzo duca di Parma e all'epoca governatore dei Paesi Bassi. Tra il 1594 e il 1600 Rubens è documentato come allievo nella sua bottega e forse è stato proprio Van Veen a mettere Rubens in contatto con Vincenzo I Gonzaga.
Si distinse soprattutto per una feconda ed artisticamente elevata produzione di emblemi.